# Extent
Un extent (ou
domaine)
est une zone de stockage contiguë réservée pour un fichier sur le système de fichiers d'un ordinateur. Lorsqu'on commence à écrire sur un fichier, un extent entier est alloué. Lorsqu'on écrit à nouveau sur ce fichier, éventuellement après avoir réalisé d'autres opérations d'écriture, les données sont ajoutées là où l'écriture précédente s'était arrêtée. Cela réduit ou élimine la fragmentation des fichiers.

## Support
Les extents sont supportés dans les systèmes de fichiers suivants :
- Macintosh Hierarchical File System et HFS Plus
- SGI XFS (conçu pour être un système de fichiers basé sur extent)
- Reiser4 (en mode "extents")
- NTFS (via l'API de préallocation, appelée par les fonctions SetEndOfFile et SetFileValidData)
- Universal Disk Format
- VERITAS File System ou VxFS (via les API et CLI de préallocation).
- Linux ext4 - (activé par défaut depuis Linux 2.6.23)
- OS/2 et eComStation (en) HPFS
- JFS pour AIX, OS/2/eComStation et Linux
- BFS pour BeOS, Zeta et Haiku
- Système de fichiers SINTRAN III (en)
- Btrfs
- VSAM